# Siergiej Pokotiło
Siergiej Wiktorowicz Pokotiło (ros. Сергей Викторович Покотило, ur. 23 września?/6 października 1903 we wsi Diemidowo w guberni kijowskiej, zm. ?) – funkcjonariusz radzieckich organów bezpieczeństwa, generał major.

## Życiorys
Urodzony w rodzinie biednego ukraińskiego chłopa, od października 1925 do października 1937 służył w Armii Czerwonej, w sierpniu 1927 przyjęty do WKP(b), od września 1926 do października 1929 elew szkoły wojskowej w Moskwie, od października 1937 do lutego 1939 studiował w Akademii Wojskowej im. Frunzego w Moskwie, od 4 lutego 1939 major bezpieczeństwa państwowego. Od 4 lutego 1939 do 6 lutego 1941 szef Wydziału Specjalnego NKWD Północnokaukaskiego Okręgu Wojskowego, od 6 do 26 lutego 1941 zastępca szefa Zarządu NKWD obwodu rostowskiego, od 26 lutego do 31 lipca 1941 szef Zarządu NKGB obwodu rostowskiego, od 31 lipca 1941 do 29 października 1942 szef Zarządu NKWd obwodu rostowskiego, od 3 listopada 1942 do 11 stycznia 1943 szef Wydziału 1 i zastępca szefa Zarządu 5 NKWD ZSRR, od 11 stycznia do 7 maja 1943 ponownie szef Zarządu NKWD obwodu rostowskiego, 14 lutego 1943 awansowany na komisarza bezpieczeństwa państwowego. Od 7 maja 1943 do 14 listopada 1946 szef Zarządu NKGB/MGB obwodu rostowskiego, 9 lipca 1945 mianowany generałem majorem, od 14 listopada 1946 do 17 maja 1950 szef Zarządu MGB obwodu jarosławskiego, od 17 maja 1950 do 29 lipca 1955 szef Zarządu Kontrwywiadu MGB/Wydziału Specjalnego KGB Kijowskiego Okręgu Wojskowego, od 29 września 1955 do 5 sierpnia 1957 zastępca szefa Wydziału Specjalnego KGB Uralskiego Okręgu Wojskowego, następnie zwolniony. Deputowany do Rady Najwyższej ZSRR 2 kadencji.

## Odznaczenia
- Order Lenina (24 listopada 1950)
- Order Czerwonego Sztandaru (4 grudnia 1945)
- Order Kutuzowa II klasy (8 marca 1944)
- Order Czerwonego Sztandaru Pracy (20 września 1943)
- Order Czerwonej Gwiazdy (dwukrotnie – 2 lipca 1942 i 3 listopada 1944)
- Order Znak Honoru (26 kwietnia 1940)
- Odznaka "Zasłużony Funkcjonariusz NKWD" (4 lutego 1940)

I 3 medale.